# 第一次産業ネット
第一次産業ネット（だいいちじさんぎょうねっと）は、株式会社Life Lab（ライフラボ）が運営している求人情報サイト。